# Margarita Gralia
Margarita Gralia Pulido (Buenos Aires; 23 de diciembre de 1954) es una actriz de cine, teatro y televisión; playmate de revista de adultos y empresaria mexicana restaurantera de origen argentino.

## Carrera
Su carrera en México la inició en 1982, cuando fue invitada por el actor y conductor argentino Raúl Astor cuando este conducía el programa cómico musical No empujen. Después Margarita empezó a participar en obras de teatro como la producida por Silvia Pinal,  La señorita de Tacna en 1985, en la que hacía un desnudo integral. Posteriormente comenzó a trabajar para Televisa en telenovelas como La pasión de Isabela, Balada por un amor y Atrapada. En 1995 obtiene su primer y único estelar en Televisa al interpretar a la antagonista principal de la telenovela Caminos cruzados con Mariana Levy y Ariel López Padilla donde interpretaba a la malvada madre Emma Ulloa de Jiménez y Cisneros.
Sin embargo, ella sentía que en todas las telenovelas "interpretaba al mismo personaje" con nombres distintos. Cuando sintió que esa situación no progresaba, decidió firmar con Tv Azteca. Su primera telenovela en esa empresa fue Mirada de mujer, junto a Angélica Aragón, Ari Telch y Plutarco Haza. En esta telenovela interpretaba a una mujer de 45 años enamorada del hijo de su mejor amiga, interpretado por Haza, quien era mucho más joven que ella. Este papel la colocó en la cúspide de la fama, posición que consolidó con muchos otros trabajos posteriores. En 1999 obtiene su primer protagónico en Besos prohibidos pero sin duda el más grande y completo papel es el de Paz Achaval Urien enamorando a los televidentes en la telenovela Amor en custodia compartiendo créditos con Sergio Basañez, Paola Núñez y Andrés Palacios tal telenovela es de las 50 más comentadas mundialmente, dicha novela paralizó al país.
En el 2007 regresa con su tercer protagónico compartiéndolo con Rebecca Jones al lado de Gonzalo Vega, Rafael Sánchez Navarro y Alejandra Maldonado en la telenovela Tengo todo excepto a ti.
Después de una corta pausa a su carrera, en el 2010 regresa con un papel principal antagónico en Entre el amor y el deseo donde interpretó a la malvada Renata Dumont. En dicha telenovela compartió créditos con Víctor González, Lorena Rojas, Fernando Luján, Verónica Merchant y otro gran elenco.
En el 2013 después de haber obtenido una actuación especial en 2012 en La mujer de Judas, regresa como antagónica en la telenovela Destino al lado de Paola Núñez nuevamente y Mauricio Islas.

## Filmografía

### Cine
- La última noche (2005) - Margarita
- Visión de un asesino (1981)
- Los superagentes no se rompen (1979)

### Televisión
| Año       | Título                       | Personaje                                     | Notas                          |
| --------- | ---------------------------- | --------------------------------------------- | ------------------------------ |
| 1980      | Rosa... de lejos             | Marcela Peña                                  | 23 episodios                   |
| 1983-1984 | El amor ajeno                | Carla                                         | 102 episodios                  |
| 1984-1985 | La pasión de Isabela         | Odette Gallardo                               | 200 episodios                  |
| 1985-1986 | De pura sangre               | Andrea Valencia                               | 53 episodios                   |
| 1986-1987 | Herencia maldita             | Laura Acuña                                   | 120 episodios                  |
| 1989      | La casa al final de la calle | Rebeca Ulloa                                  | 162 episodios                  |
| 1989      | La hora marcada              | Mayra                                         | Episodio: "El anillo"          |
| 1989-1990 | Balada por un amor           | Virginia Allende                              | 133 episodios                  |
| 1991-1992 | Atrapada                     | Adela Orellana                                | 180 episodios                  |
| 1992      | Dr. Cándido Pérez            | Ernestina                                     | 5 episodios                    |
| 1993-1996 | Mujer, casos de la vida real | Varios personajes                             | 15 episodios                   |
| 1994-1995 | Caminos cruzados             | Emma Ulloa de Jiménez y Cisneros              | 68 episodios                   |
| 1996      | Para toda la vida            | Adela Rivas de Montalbán                      | 80 episodios                   |
| 1997-1998 | Mirada de mujer              | Paulina Serracín                              | 240 episodios                  |
| 1999-2000 | Besos prohibidos             | Diana Torres                                  | 95 episodios                   |
| 2000-2001 | Todo por amor                | Laura Medina                                  | 145 episodios                  |
| 2001-2008 | Lo que callamos las mujeres  | Varios personajes                             | 28 episodios                   |
| 2001-2002 | Cuando seas mía              | Ángela Vallejo de Sánchez Serrano             | 203 episodios                  |
| 2002-2003 | El país de las mujeres       | Natalia del Villar                            | 40 episodios                   |
| 2004-2005 | La heredera                  | Ana Gabriela Grimaldi de Madero               | 198 episodios                  |
| 2005-2006 | Amor en custodia             | Paz Achaval Urien/Samantha Martínez Carralero | 234 episodios                  |
| 2007      | La niñera                    | Karina Valenciaga                             | Episodio: "Julieta, la modelo" |
| 2008      | Tengo todo excepto a ti      | Pamela Bullrich de García                     | 48 episodios                   |
| 2010-2011 | Entre el amor y el deseo     | Renata Dumont/Agetilde García                 | 160 episodios                  |
| 2012      | La mujer de Judas            | Lucrecia de Sosa                              | 62 episodios                   |
| 2013      | Destino                      | Grecia del Sol/Dulce María Ríos               | 105 episodios                  |

### Teatro
- Los guajolotes salvajes (2022)[2]
- Mujeres de Ceniza (2016)[3]
- Cada quien su vida (2015)[4]
- Entre mujeres (2010)
- Todo sobre mi madre (2010)[5]
- El Graduado (2003)[6]
- La señorita de Tacna (1985)

### Series de TV
- No empujen (1982)
- Serpientes y escaleras (2025)

### Libro
- Decide ser feliz (2012)[7]

## Premios y nominaciones

### Festival de Telenovelas Viva en Tel Aviv
- Reconocimiento por su trabajo en Mirada de Mujer Margarita Gralia[8]

### Premios de la Agrupación de Críticos y Periodistas de Teatro
| Año  | Categoría              | Obra de Teatro | Resultado |
| ---- | ---------------------- | -------------- | --------- |
| 2010 | Mejor actriz de teatro | Entre Mujeres  | Ganadora  |

### Premios Bravo
| Año  | Categoría                                            | Nominado         | Resultado |
| ---- | ---------------------------------------------------- | ---------------- | --------- |
| 2016 | Toda una Vida Dedicada al Teatro, Cine, y Televisión | Margarita Gralia | Ganadora  |